# Француски револуционарни ратови: Кампања 1801.
Година 1801. је последња година Француских револуционарних ратова. 

## Крај рата
Дана 9. фебруара 1801. године закључен је Линевилски мир. Према одредбама Линевилског мира цела Немачка, до граница Пруске и Аустрије пада под непосредан утицај Француске. Тоскана постаје Етрурска краљевина. Са Напуљом је Наполеон прво закључио примирје у Фолињоу (9. фебруар), а затим мир у Фиренци. Са папом је закључио конкордат. 
Када је прошла опасност од Аустријанаца, Наполеон је одлучио да предузме велики поход на Велику Британију. Иако је француска флота била слабија, Британци, застрашени могућим поразом, пристају на потписивање Амијенског мира (25. март 1802.) са Француском. Амијенским миром прећутно је призната британска власт на мору, а француска власт на копну. Миром у Амијену завршен је рат Друге коалиције и Француски револуционарни ратови. 

## Евакуација Египта
У Египту је рат настављен под командом француског генерала Жана Клебера који Турке побеђује у бици код Хелиопоља (20. март 1800). Када је Клебер умро, заменио га је неспособни Жак Мену. 8. марта 1801. године он трпи пораз код Абукира и потписује капитулацију. Крајем септембра француске трупе напуштају Египат. 

## На мору
Због оружане неутралности балтичких земаља, Британци 14. јануара 1801. године проглашавају ембарго на све данске, шведске и руске бродове у својим лукама и издају гусарска писма за заплену тих бродова. Балтичке државе на то одговарају репресалијама што је довело до Британске експредиције (март и април) у којој Британци бомбардују Копенхаген, уништавају данску флоту и приморавају је на излазак из савеза неутралних држава. Потом је са балтичким државама Британија склопила споразум о скидању ембарга. 
Наполеон је извео више покушаја да помогне својим војницима у Египту. Француски одред адмирала Шарла Линоа поражен је 6. јула код Алхесираса од британског адмирала Џејмса Соумареза. После овог пораза Французи одустају од слања помоћи својим људима у Египту. Египат је убрзо евакуисан, а француским војницима је дозвољено да се врате у своју земљу. 
После престанка опасности у Египту, Наполеон се припрема за инвазију на Велику Британију и у ту сврху поново формира Булоњску флотилу. Британци односе неколико победа, заузимају данска Девичанска острва и острво Транкабару у Индији. На крају је француска флота имала свега 46 линијска брода и 37 фрегата, а Британци 141 линијски брод, 120 фрегата и 246 мањих ратних бродова.
При крају француских револуционарних ратова застава Француске ишчезла је са мора, а британска трговина се удвостручила у односу на предратну.